# Ralph Bock
Ralph Bock (* 8. Oktober 1967 in Wolfen) ist ein deutscher Molekularbiologe.

## Leben
Nach seinem Diplom an der Universität Halle 1993 wechselte Bock an die Albert-Ludwigs-Universität Freiburg, wo er 1996 promoviert wurde. Dort leitete Bock eine Forschungsgruppe und habilitierte sich 1999.
2001 folgte er einem Ruf der Westfälischen Wilhelms-Universität Münster als Direktor und Professor an das Institut für Biochemie und Biotechnologie der Pflanzen.
2004 wechselte er nach Potsdam als Direktor am Max-Planck-Institut für molekulare Pflanzenphysiologie; dort leitet er die Abteilung für Organellenbiologie, Biotechnologie und molekulare Ökophysiologie. Seit 2005 ist er zudem Honorarprofessor an der Universität Potsdam und seit 2016 an der Hubei University, Wuhan in China. 2010 wurde er Mitglied der Leopoldina. 2021 wurde er in die Berlin-Brandenburgische Akademie der Wissenschaften aufgenommen, 2023 zum Mitglied der National Academy of Sciences gewählt. 2024 erhielt er einen ERC Advanced Grant.